# Charpentier Pyramid
La Charpentier Pyramid è un picco roccioso a forma di piramide alto 1.080 m, situato nella parte nordoccidentale dei Monti Herbert, nella Catena di Shackleton, Terra di Coats in Antartide. 
Ricevette la sua attuale denominazione nel 1971 dal Comitato britannico per i toponimi antartici (UK-APC), in onore di Jean de Charpentier, ingegnere e geologo minerario svizzero di origini tedesche che, con i suoi studi sui ghiacciai nel 1835, aveva fornito ulteriori valutazioni sulla più vasta estensione dei ghiacciai europei in epoche antiche.